# Shebh-e Jazīreh-ye Mīānkāleh
Miankaleh halvön (persiska: شِبهِ جَزيرِۀ ميانكالِه - Shebh-e Jazīreh-ye Mīānkāleh) är en smal dock avlång halvö i Iran.   Den ligger i provinsen Mazandaran, i den norra delen av landet vid sydöstra Kaspiska havet ca 250 km nordost om huvudstaden Teheran.